# مگس‌گیر-سنگ‌چشم بال‌نواری
مگس‌گیر-سنگ‌چشم بال‌نواری (نام علمی: Hemipus picatus) یک پرنده گنجشک‌سان کوچک است که معمولاً در وانگایان (Vangidae) جای می‌گیرد. در جنگل‌های استوایی جنوب آسیا از هیمالیا و تپه‌های جنوب هند تا اندونزی یافت می‌شود. عمدتاً حشره‌خوار در حال شکار در میان تاج‌پوش‌های جنگلی یافت می‌شود و اغلب به گله‌های غذایابی چندگونه‌ای می‌پیوندد. آنها به حالت عمودی نشسته‌اند و الگوی مشخصی از سیاه و سفید دارند، نرها سیاه براق‌تر از ماده‌ها هستند. در برخی از جمعیت‌ها رنگ پشت مایل به قهوه‌ای است، در حالی که برخی دیگر دارای یک تیرهٔ شسته در زیرتنه هستند.
گفته شده است که آنها نسبت به دگرگونی جنگل حساس هستند اما برخی از مطالعات اشاره می‌کنند که حساسیت کمتری دارند و حتی در جنگل‌های به‌طور قابل‌توجهی آشفته می‌توانند باقی بمانند.

زیرگونه‌ها